# Stichorkis fargesii
Stichorkis fargesii là một loài thực vật có hoa trong họ Lan. Loài này được (Finet) Marg., Szlach. & Kulak mô tả khoa học đầu tiên năm 2008.